# James Donachie
James Kevin Donachie (Sunnybank, 14 maggio 1993) è un calciatore australiano, difensore del Western Utd.

## Caratteristiche tecniche
È un difensore centrale.

## Statistiche

### Presenze e reti nei club
| Stagione              | Club                  | Campionato            | Campionato | Campionato | Coppe nazionali | Coppe nazionali | Coppe nazionali | Coppe continentali | Coppe continentali | Coppe continentali | Supercoppe | Supercoppe | Supercoppe | Totale | Totale |
| Stagione              | Club                  | Comp                  | Pres       | Reti       | Comp            | Pres            | Reti            | Comp               | Pres               | Reti               | Comp       | Pres       | Reti       | Pres   | Reti   |
| --------------------- | --------------------- | --------------------- | ---------- | ---------- | --------------- | --------------- | --------------- | ------------------ | ------------------ | ------------------ | ---------- | ---------- | ---------- | ------ | ------ |
| 2020-2021             | Goa                   | ISL                   | 16+2       | 0          | -               | -               | -               | AFC                | 5                  | 0                  |            | -          | -          | 23     | 0      |
| 2021-2022             | Sydney FC             | AL                    | 17         | 0          | CA              | 1               | 0               |                    | 5                  | 0                  |            | -          | -          | 23     | 0      |
| 2022-2023             | Sydney FC             | AL                    | 20+1       | 1+0        | CA              | 1               | 0               |                    | -                  | -                  |            | -          | -          | 22     | 1      |
| Totale Sydney FC      | Totale Sydney FC      | Totale Sydney FC      | 38         | 1          |                 | 2               | 0               |                    | 5                  | 0                  |            | 0          | 0          | 45     | 1      |
| 2023-2024             | Western Utd           | AL                    | 10         | 1          | CA              | 3               | 0               |                    | -                  | -                  |            | -          | -          | 13     | 1      |
| 2024-2025             | Western Utd           | AL                    | 1          | 0          | CA              | 1               | 0               |                    | -                  | -                  |            | -          | -          | 2      | 0      |
| Totale Western United | Totale Western United | Totale Western United | 11         | 1          |                 | 4               | 0               |                    | 0                  | 0                  |            | 0          | 0          | 15     | 1      |
| Totale Carriera       | Totale Carriera       | Totale Carriera       | 67         | 2          |                 | 6               | 0               |                    | 10                 | 0                  |            | 0          | 0          | 83     | 2      |